# آزاد علي
آزاد علي ناشط بريطاني ومتحدث باسم المنتدى الإسلامي لأوروبا. كان الرئيس المؤسس لمنتدى السلامة الإسلامي، وهو نائب رئيس منظمة اتحدوا ضد الفاشية (UAF)، والمدير السابق للمشاركة في المشاركة الإسلامية والتنمية (MEND). كما تم توظيفه كعامل في تكنولوجيا المعلومات وموظف مدني في وزارة الخزانة.

## المنتدى الإسلامي الأوروبي
كان علي منسق شؤون المجتمع في المنتدى الإسلامي الأوروبي، وهو فرع من الجماعة الإسلامية الأوروبية. وفقًا لمتخصص الفاشية ومناهضة الفاشية، نايجل كوبسي من جامعة تيسايد، فقد أدى هذا إلى تشويه سمعة جماعة «اتحدوا ضد الفاشية» باعتبارها جماعة غير مهتمة بالتطرف الإسلامي.

## منتدى السلامة الإسلامية
كان علي الرئيس المؤسس لمنتدى السلامة الإسلامية منذ عام 2006. أثناء توليه هذا المنصب أصبح عضوًا رئيسيًا في «المجموعة الإستراتيجية للمجتمعات معًا» التابعة لشرطة العاصمة، برئاسة نائبة المفوض المساعد روز فيتزباتريك، والتي اجتمعت كل أسبوعين «للإشراف ومراجعة تدابير طمأنة المجتمع والمشاركة» التي تشمل المجتمع المسلم. كان علي أيضًا عضوًا في مجموعة كريتوس ريفيو، لفحص رد المجموعة الاستراتيجية على التفجيرات الانتحارية.
ترك علي منصب رئيس مجلس الإدارة في عام 2008، ثم استقال بالكامل من منتدى السلامة الإسلامية في عام 2009 بعد الدعاية لتعليقاته. في يوليو / تموز 2010، أعيد إلى منصب رئيس منتدى السلامة الإسلامية.

## وجهات نظر مثيرة للجدل
وفقًا لتشارلز مور، المحرر السابق لصحيفة الديلي تلغراف في عام 2008 يعتبر علي «أحد رواد الشبكات الإسلامية» في بريطانيا الذي وصف إرهابي القاعدة أنور العولقي في عام 2008 بأنه «أحد المتحدثين المفضلين لدي...» «مدونة لصالح رجل قال إنه من واجب الجهاد قتل القوات البريطانية والأمريكية في العراق». علي «نأى بنفسه عن العولقي» في أعقاب حادثة فورت هود عام 2009. نفى علي أن هجمات مومباي عام 2008 وهجوم وستمنستر عام 2017 كانت إرهابية.
في عام 2009، تم إيقاف علي من الخدمة المدنية في وزارة الخزانة بعد أن امتدح عبد الله عزام، المرشد الرئيسي لأسامة بن لادن، وكتب على مدونته الخاصة بنجل عزام يقول إنه كمسلم ملزم دينياً بقتل الجنود البريطانيين في العراق. كما انتقد في المدونة وزير الخارجية البريطاني ديفيد ميليباند بعد أن أدان الوزير منظمة حماس الفلسطينية المسلمة لتشجيعها على شن هجمات على المدنيين الإسرائيليين. تم كشف ذلك عن طريق صحيفة The Mail on Sunday، الذي لم ينجح علي في رفع دعوى قضائية ضدها في عام 2010.
عندما تم إنتاج فيلم وثائقي عن المنتدى الإسلامي في أوروبا بواسطة برنامج القناة الرابعة ديسباتش في عام 2010، قام مراسل سري بتصوير علي وهو يقول «الديمقراطية، إذا كانت تعني عدم تطبيق الشريعة، بالطبع لا أحد يوافق على ذلك». هاجم علي لاحقًا المراسل السري في محطة إذاعة المنتدى الإسلامي الأوروبي الرسمية، قائلاً: «لدينا صورة لك وأكثر بكثير مما كنت تعتقد أنه لدينا. لقد قمنا بتتبعك إلى أماكن مختلفة. وإذا كان الناس سيحولون ما قلته للتو إلى تهديد فهذا خطأهم، أليس كذلك؟» ووصف أندرو جيليجان، الذي أنتج الفيلم الوثائقي علي بأنه «فاشي إسلامي».

## روابط خارجية
- حساب تويتر الرسمي